# Ландау, Марк
Марк (Маркус) Ландау (нем. Markus Landau; 21 ноября 1837, Броды, Галиция, Австрийская империя — 10 января 1918, Вена) — австрийский писатель
, историк литературы, доктор наук.

## Биография
Еврейского происхождения. В молодости совершил несколько поездок по Германии, Италии и Франции, прежде чем в 1869 году поселился в Вене. Там завершил обучение со степенью доктора наук.
С 1878 года полностью посвятил себя изучению истории литературы. Его работа «Источники Декамерона» до сих пор считается одной из самых важных в сравнительной литературной и материальной истории. Позже занимался также исторической и фольклорной тематикой.
Известен, как специалист по итальянской литературе XVIII и XIX веков, и своими исследованиями творчества Боккаччо .
Написал «Die Quellen das Decameron» (Вена, 1869; 2 изд. 1881—84), «Beiträge zur Geschichte der italienischen Novelle» (Вена, 1875); «Giov. Boccacio, sein Leben und seine Werke» (Штуттгарт, 1877); «Die italienische Litteratur am oesterreichischen Hof» (Вена, 1879) и др.